# Јања Липа
Јања Липа је насељено место у саставу града Кутине, у Мославини, Хрватска.

## Становништво
На попису становништва 2011. године, Јања Липа је имала 206 становника.

## Попис 1991.
На попису становништва 1991. године, насељено место Јања Липа је имало 335 становника, следећег националног састава:
| Попис 1991.‍  | Попис 1991.‍  | Попис 1991.‍ | Попис 1991.‍ | Попис 1991.‍ |
| ------------ | ------------ | ----------- | ----------- | ----------- |
|              |              |             |             |             |
| Хрвати       | Хрвати       |             | 326         | 97,31%      |
| Срби         | Срби         |             | 2           | 0,59%       |
| Југословени  | Југословени  |             | 1           | 0,29%       |
| Словаци      | Словаци      |             | 1           | 0,29%       |
| Чеси         | Чеси         |             | 1           | 0,29%       |
| неопредељени | неопредељени |             | 4           | 1,19%       |
| укупно: 335  |              |             |             |             |